# Anton Bing
Anton Bing, född 8 april 1849 i Köpenhamn, död 31 maj 1926, var en dansk agronom.
Bing blev student 1866, studerade därefter lantbruk och blev lantbrukskandidat 1871. Han var 1873-77 arrendator och därefter till 1890 ägare av Mullerupgård vid Slagelse. Han fick en betydande roll i traktens lantbruksföreningar, och det dröjde inte länge efter att han sålt gården och flyttat till Köpenhamn, innan han kallades tillbaka som konsulent för Sorø amts landøkonomiske selskab. Han innehade denna befattning 1893-98, varunder han utgav en skrift om kreatursavelns utveckling i Sorø amt.
I januari 1901 inträdde han i redaktionen för "Ugeskrift for landmænd", och efter redaktör Erhard Frederiksens död 1903 ledde han intill 1922 tidningen som redaktör och utgivare, varunder han hävdade dess ställning som Danmarks ledande agronomiska veckotidning. År 1911 blev han ordförande i Foreningen af landøkonomiske tidsskrifter och 1922 ledamot av Landhusholdningsselskabets styrelse. Åren 1901-03 representerade han Sorø amts tredje valkrets i Folketinget.